# NGC 4203
NGC 4203 là tên của một thiên hà hình hạt đậu nằm ở phía bắc chòm sao Hậu Phát. Vào ngày 20 tháng 3 năm 1787, nhà thiên văn học người Anh gốc Đức William Herschel phát hiện ra thiên hà này. Nó nằm ở phía 5.5°Của hướng tây bắc tính từ ngôi sao sáng thứ 4 tên là Gamma Cormae Berenices cũng như là ta có thể nhìn thấy nó với một kính viễn vọng cỡ nhỏ. Phép phân loại hình thái học cho biết nó là thiên hà loại SAB0, nghĩa là nó có hình dáng một hạt đậu với các nhánh xoắn ốc xoắn chặt và có một cấu trúc thanh chắn yếu ở nhân của nó.
Thiên hà này có khá nhiều trữ lượng khí hdro trung tính (khoảng 1 tỉ tỉ lần khối lượng mặt trời), nhưng hiện tại, tỉ lệ hình thành sao mới của nó đang giảm dần. Do vậy, các ngôi sao bên trong nó khá già, trung bình khoảng 10 tỉ tỉ năm tuổi. Khí hydro trung tính nằm trong 2 cấu trúc đai, cấu trúc đai ngoài có khối lượng khí hydro gấp 9 lần cấu trúc đai bên trong. Vùng trung tâm rộng 980 năm ánh sáng (300 parsec) có khí hydro phân tử với khối lượng khoảng 2.5×107 khối lượng mặt trời cộng thêm cấu trúc bụi.
Nhân của nó có thể có một vùng phát xạ hạt nhân i on hóa thấp, năng lượng cung cấp là từ một lỗ đen siêu khối lượng có kích thước khoảng (6±1) × 107 lần khối lượng mặt trời.
NGC 4203 là thành viên của nhóm Coma I, tức là một phần của siêu đám Xử Nữ.

## Dữ liệu hiện tại
Theo như quan sát, đây là thiên hà nằm trong chòm sao Hậu Phát và dưới đây là một số dữ liệu khác:
Xích kinh 12h 15m 05.0s
Độ nghiêng +33° 11′ 50″
Vận tốc xuyên tâm 1,083 km/s
Giá trị dịch chuyển đỏ 0.003620
Cấp sao biểu kiến (V) 11.99
Cấp sao biểu kiến (B) 12.98
Kích thước biểu kiến 2.467′ × 2.319′
Loại thiên hà SAB0−